# Megaterremoto

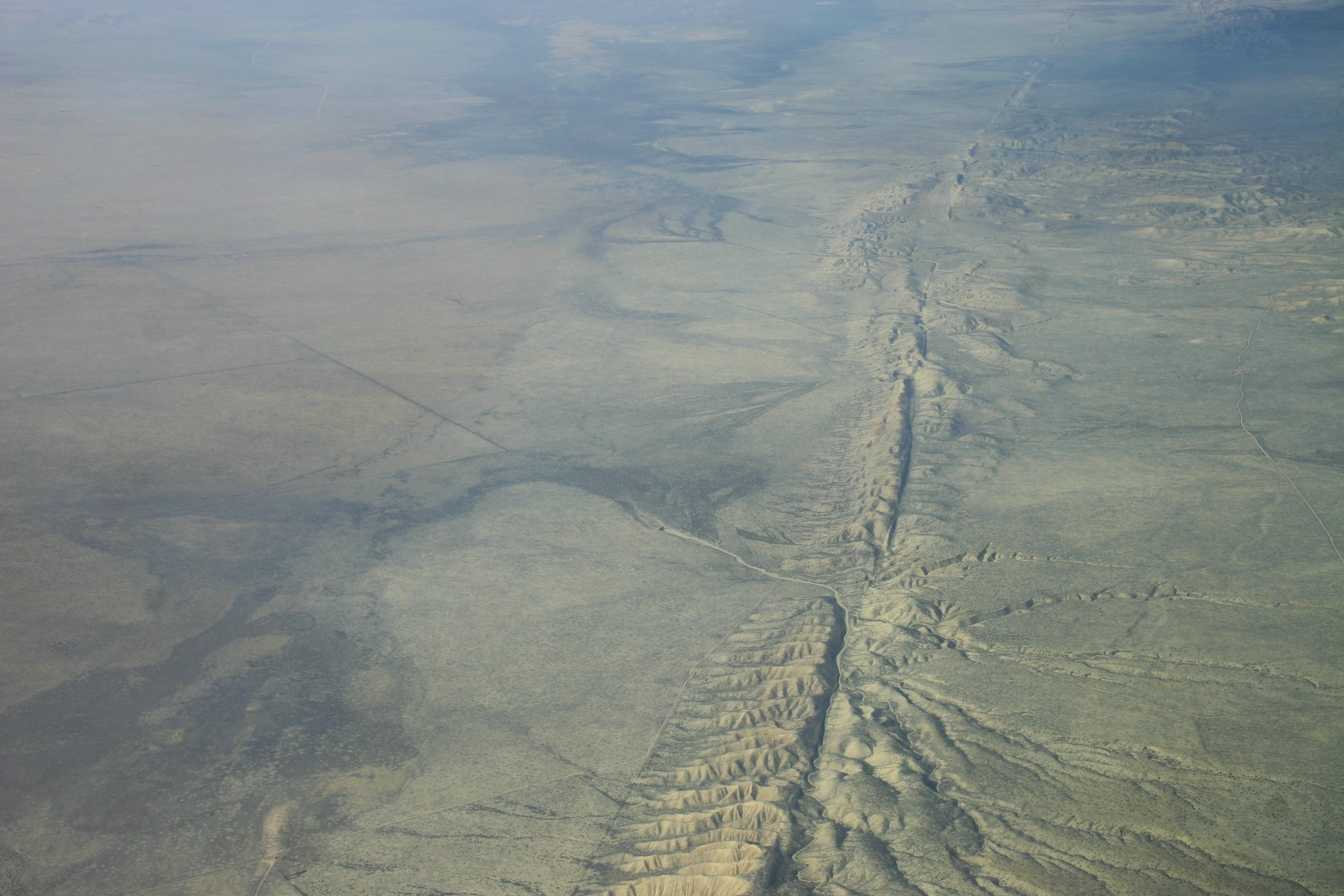
Falla de San Andrés. La probabilidad de un terremoto en California (EE. UU.) es una de las más altas del mundo. Tanto es así que ya se le llama "The Big One" al futurible sismo.

Los megaterremotos son terremotos cuya magnitud es mayor a 8.5. Estos ocurren en las zonas de subducción, en los límites entre las placas tectónicas debido a la poca profundidad de inmersión del borde de la placa, lo que provoca que una gran parte se estanque y se acumule presión que será liberada en forma de terremoto. Los megaterremotos exceden incluso la magnitud 9,0. Desde el año 333, se han contabilizado diez megaterremotos de magnitud mayor a 9. Ningún otro tipo de actividad tectónica ha sido capaz de generar terremotos de esa magnitud, a menos que haya habido terremotos de este tipo durante el Cretáceo o el Paleoceno.

## Terminología
Durante la ruptura, una parte de la falla es empujada hacia arriba con respecto a la otra y a este tipo de movimiento se le conoce como "empuje". Son un tipo de falla de desgarre por inmersión. Una falla inversa es una falla cuya inclinación es inferior a los 45°.

## Áreas
Las mayores zonas de subducción están ubicadas en los océanos Pacífico e Índico y son responsables de la actividad volcánica del cinturón de fuego del Pacífico. Dado que estos terremotos deforman el fondo marino, casi siempre generan maremotos. Los megaterremotos generan fuertes movimientos durante varios minutos.

## "The Big One"
"The Big One" es un término utilizado en una conversación informal entre los habitantes de los estados estadounidenses de California, Oregón y Washington y la provincia canadiense de Columbia Británica para referirse al megaterremoto que se prevé ocurra en la zona de subducción de Cascadia. El nombre también ha sido aplicado a un megaterremoto que se espera golpee Tokio en la región de Kanto (Japón).

## Ejemplos
Ejemplos de megaterremotos:
| Evento                                                   | Magnitud estimada ({\displaystyle M_{w}}) | Placas tectónicas involucradas                                                               | Otros detalles/Notas |
| -------------------------------------------------------- | ----------------------------------------- | -------------------------------------------------------------------------------------------- | --- |
| Terremoto de Jōgan de 869                                | 9,0                                       | Subducción de la Placa del Pacífico bajo la Placa de Ojotsk.                                 | - Ruptura: 200 km |
| Terremoto de Caldera de 1420                             | 9,4                                       | Subducción de la Placa de Nazca bajo la Placa Sudamericana                                   | - El tsunami se registró en Chile, Hawái y Japón. - En Chile ocurrieron caídas de rocas a lo largo de la costa. |
| Terremoto de Valdivia de 1575                            | 9,0                                       | Subducción de la Placa de Nazca bajo la Placa Sudamericana.                                  | |
| Terremoto de las Islas Aleutianas de 1585                | 9,2                                       | Subducción de la Placa del Pacífico bajo la Placa Norteamericana.                            | - El tsunami fue registrado a lo largo de la costa de Sanriku en Japón. |
| Terremoto de Arica de 1604                               | 9,0                                       | Subducción de la Placa de Nazca bajo la Placa Sudamericana.                                  | - Ruptura: 450 km |
| Terremotos de Lima y Callao de 1687                      | 8,7                                       | Subducción de la Placa de Nazca bajo la Placa Sudamericana.                                  | |
| Terremoto de Cascadia de 1700                            | 9,2                                       | Subducción de la Placa Juan de Fuca bajo la Placa Norteamericana.                            | - Tamaño de la ruptura: 1000 km (625 mi) - Desplazamiento: 20 m (60 ft) |
| Terremoto de Hōei de 1707                                | 8,7                                       | Subducción de la Placa Filipina bajo la Placa Euroasiática.                                  | - Duración: 10 minutos - Tamaño de la ruptura: 600-700 km (370-435 mi) |
| Terremoto de Valparaíso de 1730                          | 9,3                                       | Subducción de la Placa de Nazca bajo la Placa Sudamericana.                                  | - Duración: 7 minutos - Profundidad: desconocida - Ruptura de la falla: tal vez más de 750 km (466 mi) |
| Terremoto de Kamchatka de 1737                           | 9,3                                       | Subducción de la Placa del Pacífico bajo la Placa de Ojotsk.                                 | - Duración: 15 minutos - Profundidad: 40 km - Ruptura de la falla: tal vez más de 700 km (435 mi) |
| Terremoto de Lima de 1746                                | 9,0                                       | Subducción de la Placa de Nazca bajo la Placa Sudamericana.                                  | |
| Terremoto de Lisboa de 1755                              | 9,0                                       | Hipotéticamente se plantea que su origen fue una nueva zona de subducción. Aún en discusión. | - Destruyó Lisboa seguido de un gran tsunami de 20 metros de altura y varios incendios. - Causó cerca de 10 mil a 100 mil víctimas mortales. |
| Terremoto de Oaxaca de 1787                              | 8,6                                       | Subducción de la Placa de Cocos bajo la Placa Norteamericana.                                | - Ruptura de la falla: 450 km (280 mi) - Duración: 7 minutos |
| Terremoto de Sumatra de 1833                             | 9,2                                       | Subducción de la Placa de Sunda bajo la Placa Indoaustraliana                                | - Duración: 5 minutos. |
| Terremoto de Valdivia de 1837                            | 8,0                                       | Subducción de la Placa de Nazca bajo la Placa Sudamericana                                   | - El terremoto se sintió en Ancud, Concepción y Valdivia. - Provocó un tsunami que golpeó Hawái y Japón. |
| Terremoto de Kamchatka de 1841                           | 9,0                                       | Subducción de la Placa del Pacífico bajo la Placa de Ojotsk.                                 | - Duración: 15 minutos |
| Terremoto de Arica de 1868                               | 9,0                                       | Subducción de la Placa de Nazca bajo la Placa Sudamericana.                                  | - Ruptura de la falla: más de 600 km (370 mi) |
| Terremoto de Iquique de 1877                             | 8,9                                       | Subducción de la Placa de Nazca bajo la Placa Sudamericana.                                  | - Ruptura de la falla: más de 420-450 km (230-245 mi) |
| Terremoto de Ecuador y Colombia de 1906                  | 8,8                                       | Subducción de la Placa de Nazca bajo la Placa Sudamericana.                                  | |
| Terremoto de Vallenar de 1922                            | 8,6                                       | Subducción de la Placa de Nazca bajo la Placa Sudamericana.                                  | - Duración: 5 minutos - Profundidad: 70 km - Ruptura de la falla: tal vez más de 450 km (280 mi) |
| Terremoto de Kamchatka de 1952                           | 9,0                                       | Subducción de la Placa del Pacífico bajo la Placa de Ojotsk.                                 | - Profundidad: 30 km - Ruptura de la falla: Más de 600 km (370 mi) |
| Terremoto de las Islas Andreanof de 1957                 | 8,6                                       | Subducción de la Placa del Pacífico bajo la Placa Norteamericana.                            | - Profundidad: 33 km - Ruptura de la falla: Más de 700 km (435 mi) |
| Megaterremoto de Valdivia de 1960                        | 9,6                                       | Subducción de la Placa de Nazca bajo la Placa Sudamericana.                                  | - Duración: 14 minutos - Profundidad: 33 km - Ruptura de la falla en largo: 850-1000 km (530-625 mi) - Ancho de la ruptura de la falla: 200 km (125 mi) - Levantamiento vertical del suelo: 20 m (60 ft)                                                                            |
| Terremoto de Alaska de 1964                              | 9,2                                       | Subducción de la Placa del Pacífico bajo la Placa Norteamericana.                            | - Duración: 6 minutos - Profundidad: 25 km - Largo de ruptura de la falla: 800-850 km (500-530 mi) - Ancho de ruptura de la falla: 250 km (155 mi) - Desplazamiento vertical: 23 m (70 ft)                                                                                          |
| Terremoto del Océano Índico de 2004                      | 9,3                                       | Subducción de la Placa India bajo la Placa de Birmania.                                      | - El desplazamiento vertical total se calcula en 40 metros cerca del epicentro. - Duración: 8 minutos - Profundidad: 30 km - Largo de la ruptura de la falla: 1000-1300 km (625-810 mi) - Ancho de la ruptura de la falla: 180 km (110 mi) - Desplazamiento vertical: 33 m (110 ft) |
| Terremoto de Chile de 2010                               | 8,8                                       | Subducción de la Placa de Nazca bajo la Placa Sudamericana.                                  | - Profundidad: 35 km - Largo de la ruptura de la falla: 500 km (310 mi) - Ancho de la ruptura de la falla: 200 km (125 mi) |
| Terremoto de Japón de 2011                               | 9,1                                       | Subducción de la Placa del Pacífico bajo la Placa de Ojotsk                                  | - Duración: 6 minutos - Profundidad: 29 km - Largo de ruptura de la falla: 500 km (310 mi) - Ancho de ruptura de la falla: 200 km (125 mi) - Desplazamiento vertical: 20 m (60 ft)                                                                                                  |
| Terremoto del océano Índico de 2012                      | 8,6                                       | Subducción de la Placa Euroasiática bajo la Placa Australiana.                               | - Duración: 3 minutos - Profundidad: 33 km - Largo de la ruptura de la falla: 1300 km - Ancho de La ruptura de la falla: 200 km - Desplazamiento vertical: 40 m |
| Terremoto y tsunami de la península de Kamchatka de 2025 | 8,8                                       | Subducción de la Placa del Pacífico bajo la Placa de Ojotsk.                                 | - Profundidad: 20,7 km - Largo de la ruptura de la falla: TBA - Ancho de La ruptura de la falla: TBA - Desplazamiento vertical: TBA |